# بنجامين فرانكلين بوكانان
بنجامين فرانكلين بوكانان (بالإنجليزية: Benjamin Franklin Buchanan) هو محامي وسياسي أمريكي، ولد في 4 أكتوبر 1857 في مقاطعة سميث في الولايات المتحدة، وتوفي في 21 فبراير 1932 في ريتشموند في الولايات المتحدة. حزبياً، نشط في الحزب الديمقراطي. وقد انتخب عضو مجلس ولاية فرجينيا.